# Grand Conseil général
Pour les autres articles nationaux ou selon les autres juridictions, voir Conseil général.
XXXIe législature
Palais public
Le Grand Conseil général (en italien : Consiglio Grande e Generale) est l'organe législatif monocaméral de la république de Saint-Marin.

## Système électoral
Les 60 sièges du Grand Conseil général sont pourvus pour cinq ans au scrutin proportionnel plurinominal, selon la méthode D'Hondt. Le seuil électoral est calculé en multipliant le nombre de partis qui participent aux élections par 0,4 avec un seuil maximum possible de 3,5 %. Depuis le référendum de 2016 à Saint-Marin, les électeurs ont la possibilité d'exprimer un vote préférentiel en votant pour l'un des candidats en particulier de la liste qu'ils choisissent. Les candidats ayant recueilli le plus de votes préférentiels se voient attribuer en priorité les sièges remportés par la liste.
Si aucun parti ou coalition n'obtient la majorité absolue au premier tour, un second tour peut être organisé entre les deux formations ayant obtenu le plus de voix. Auparavant obligatoire en cas de parlement sans majorité, ce second tour est facultatif depuis un référendum organisé en 2019. Le premier tour des élections est depuis suivis d'une période de deux fois quinze jours au cours de laquelle les deux partis arrivés individuellement en tête du scrutin ont chacun la possibilité de former avec d'autres partis un gouvernement de coalition disposant de la majorité absolue. Chacune de ces périodes débute une fois que les capitaines-régents confient au parti un mandat exploratoire pour la conduite des négociations. Il est attribué dans les quarante huit heures suivant la proclamation des résultats du premier tour au parti ayant recueilli le plus de voix, puis au second en cas d'échec des négociations du premier. À défaut, passé ce délai, un second tour est organisé entre les deux partis ou coalitions ayant réuni le plus de voix,,.
À l'issue de ce second tour, le vainqueur obtient une prime majoritaire pour lui assurer d'avoir une majorité. Les sièges de la prime sont prélevés sur ceux obtenus au premier tour par l'ensemble des partis ou coalitions ayant reçu des sièges au premier tour, y compris ceux n'ayant pas participé au second. Un second tour est pour la première fois nécessaire lors des élections de 2016.

## Présidence
La présidence est assurée par les deux capitaines-régents de la République.

## Dernières élections
|                                       |                                               |                                 |        |       |       |        |               |  |  |  |  |  |  |  |
| Parti                                 | Parti                                         | Parti                           | Voix   | %     | +/-   | Sièges | +/-           |  |  |  |  |  |  |  |
|                                       |                                               | Parti démocrate-chrétien (PDCS) | 6 206  | 34,14 | 0,79  | 22     | 1             |  |  |  |  |  |  |  |
|                                       | Alliance réformiste (AR)                      | 1 269                           | 6,98   | n/a   | 4     | 4      |               |  |  |  |  |  |  |  |
|                                       | Votes directement pour la coalition           | 68                              | 0,37   | –     | 0     | –      |               |  |  |  |  |  |  |  |
| Total coalition Démocratie et liberté | Total coalition Démocratie et liberté         | 7 543                           | 41,49  | n/a   | 26    | 5      |               |  |  |  |  |  |  |  |
|                                       |                                               | Liste commune Libera-PS         | 2 863  | 15,75 | 0,74  | 10     | en stagnation |  |  |  |  |  |  |  |
|                                       | Parti des socialistes et des démocrates (PSD) | 2 216                           | 12,19  | n/a   | 8     | 5      |               |  |  |  |  |  |  |  |
|                                       | Votes directement pour la coalition           | 64                              | 0,35   | –     | 0     | –      |               |  |  |  |  |  |  |  |
| Total Coalition Libera/PS-PSD         | Total Coalition Libera/PS-PSD                 | 5 143                           | 28,29  | n/a   | 18    | 2      |               |  |  |  |  |  |  |  |
|                                       | République du futur (RF)                      | République du futur (RF)        | 2 179  | 11,99 | 1,70  | 8      | 2             |  |  |  |  |  |  |  |
|                                       | Domani Motus Liberi (DML)                     | Domani Motus Liberi (DML)       | 1 540  | 8,47  | 2,38  | 5      | 1             |  |  |  |  |  |  |  |
|                                       | Mouvement civique RETE (RETE)                 | Mouvement civique RETE (RETE)   | 922    | 5,07  | 13,16 | 3      | 8             |  |  |  |  |  |  |  |
|                                       | Démocratie solidaire (Demos)                  | Démocratie solidaire (Demos)    | 863    | 4,69  | Nv.   | 0      | en stagnation |  |  |  |  |  |  |  |
|                                       |                                               |                                 |        |       |       |        |               |  |  |  |  |  |  |  |
| Suffrages exprimés                    | Suffrages exprimés                            | Suffrages exprimés              | 18 180 | 93,48 |       |        |               |  |  |  |  |  |  |  |
| Votes blancs et invalides             | Votes blancs et invalides                     | Votes blancs et invalides       | 1 269  | 6,52  |       |        |               |  |  |  |  |  |  |  |
| Total                                 | Total                                         | Total                           | 19 449 | 100   | –     | 60     | en stagnation |  |  |  |  |  |  |  |
| Abstentions                           | Abstentions                                   | Abstentions                     | 18 889 | 49,27 |       |        |               |  |  |  |  |  |  |  |
| Inscrits/Participation                | Inscrits/Participation                        | Inscrits/Participation          | 38 338 | 50,73 |       |        |               |  |  |  |  |  |  |  |